# Pimelea pseudolyallii
Pimelea pseudolyallii är en tibastväxtart som beskrevs av Harry Howard Barton Allan. Pimelea pseudolyallii ingår i släktet Pimelea och familjen tibastväxter. Inga underarter finns listade i Catalogue of Life.